# وونیارتس‌واش‌هدی
وونیارتس‌واش‌هِدی (به مجاری:  Vonyarcvashegy) یک شهرداری در مجارستان است که در ناحیه کست‌هی واقع شده‌است. وونیارتس‌واش‌هِدی ۱۴٫۲۸ کیلومتر مربع مساحت و ۲٬۲۹۳ نفر جمعیت دارد.